# Landsberg Express
Der 1. Landsberger Football 1984 e. V. Landsberg Express war ein deutscher American-Football-Verein aus Landsberg am Lech.
1986 spielte der Verein in der 2. Bundesliga Süd. Nach einem Jahrzehnt in niedrigeren Ligen spielte er 1996 erneut in der 2. Liga und stieg in die 1. Bundesliga auf. In der Saison 1997 stand der Verein im Viertelfinale zur Deutschen Meisterschaft. Die Spielzeiten 1998 und 1999 beendete Landsberg jeweils auf Tabellenplatz 5 (von 6) der Bundesliga Süd. Die GFL-Saison 2000 wurde für den Verein schließlich zum Desaster. Finanziell überfordert und personell überlastet, musste zum Ende der Saison der Spielbetrieb eingestellt werden; der Verein wurde aufgelöst.
Ein erster Nachfolgeverein waren die Bavarian State Seminoles, die 2001 für eine Saison in der Landesliga Bayern West spielten.

## Landsberg X-PRESS
2007 wurde von ehemaligen Spielern der American Football Club Landsberg 2007 e. V. Landsberg X-PRESS gegründet. Dieser stieg 2011 in die Bayernliga auf und wurde 2013 bayerischer Meister. Seine Heimspiele trägt der Verein im Sportzentrum Landsberg aus. Seit dem Aufstieg 2013 hält sich der Verein konstant in der Regionalliga Süd.